# Calliphora bezzi
Calliphora bezzi är en tvåvingeart som beskrevs av Zumpt 1956. Calliphora bezzi ingår i släktet Calliphora och familjen spyflugor. Inga underarter finns listade i Catalogue of Life.